# 静岡国際陸上競技大会
静岡国際陸上競技大会（しずおかこくさいりくじょうきょうぎたいかい）は、毎年5月上旬に開催される日本の陸上競技大会。略称、静岡国際と呼ばれる。

## 概要

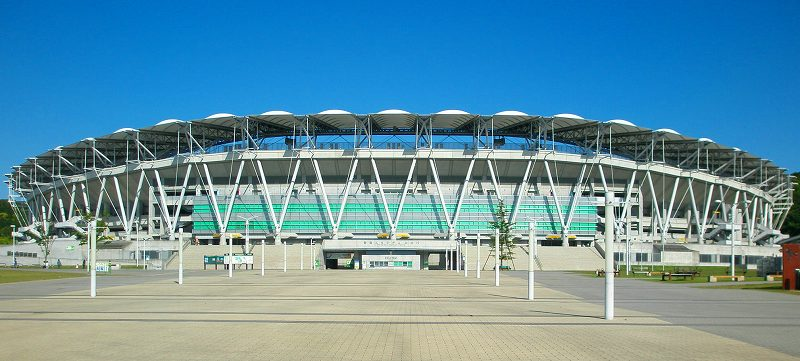
エコパスタジアム

「日本グランプリシリーズ」の一つとして数えられる。
かつては静岡県静岡市の静岡県草薙総合運動場陸上競技場で開催されていた。静岡県袋井市の静岡県小笠山総合運動公園スタジアム（静岡スタジアム エコパ）が完成してからはエコパで開催されている。
兵庫リレーカーニバルや織田記念と同様に、世界選手権大会やオリンピックの開催年には代表選考を兼ねる大会として重要な意味を持っている。大会がゴールデンウィーク中ということもあり、観客も多い。なお2020年は延期。

## 大会運営
- 主催：静岡陸上競技協会、静岡新聞社、静岡朝日テレビ
- 後援：日本陸上競技連盟、静岡県、静岡県教育委員会、静岡県スポーツ協会、袋井市、袋井市教育委員会、袋井市スポーツ協会
- 協賛：スズキ、ミズノ
- 特別協力：エコパハウス

## 競技種目
2012年
- グランプリ種目（男子6種　女子6種　計12種目）
  - 男子 200m・400m・800m・5000m・400mH・ハンマー投げ
  - 女子 200m・400m・5000m・400mH・三段跳・やり投
- ノングランプリ種目（男子2種　女子2種　計4種目）
  - 男女とも400mリレー、1600mリレー